# Heinz Gollwitzer
Heinz Gollwitzer (né le 30 janvier 1917 à Nuremberg et mort le 26 décembre 1999 à Munich) est un historien allemand. Gollwitzer enseigne de 1957 à 1982 en tant que professeur d'histoire moderne et contemporaine à l'université de Münster. Avec son histoire des « seigneurs de rang » allemands publiée dans les années 1950, il est l'un des pionniers de l'histoire sociale allemande moderne. Gollwitzer présente des ouvrages de référence avec sa thèse postdoctorale sur l'Europe et sa biographie de Louis Ier.

## Biographie

### Premières années de vie
Heinz Gollwitzer est issu d'une ancienne famille d'agriculteurs du Haut-Palatinat. Il est le fils de l'instituteur et plus tard recteur Erhard Gollwitzer et de sa femme Margarethe. Gollwitzer grandit à Munich sans frères et sœurs. Il étudie au lycée Thérèse de Munich (de) et y passe son Abitur en 1936. L'un de ses camarades de classe plus âgés est le futur confrère historien Hermann Heimpel. Après avoir obtenu son diplôme d'études secondaires, il est soutenu par la Fondation Maximilianeum (de), qui finance les études d'une petite sélection d'étudiants bavarois talentueux. Déjà à un jeune âge, il décrit sa justification et ses débuts. Gollwitzer fait le service du travail d'avril à septembre 1936 et deux ans de service militaire. Entre novembre 1938 et juillet 1939, il étudie. Il étudie à l'école normale de Pasing pendant une courte période et est enrôlé dans la Wehrmacht au début de la guerre. En tant que premier lieutenant, il combat en Union soviétique. Après avoir été grièvement blessé à l'été 1941, il se retire de l'armée. Une grenade à main le blesse gravement au genou droit. Il est retenu prisonnier par les Soviétiques pendant une courte période. S'ensuivent des séjours de plusieurs mois dans divers hôpitaux militaires.

### Carrière universitaire
En novembre 1941, il commence ses études et choisit l'histoire, l'histoire régionale bavaroise et la philologie allemande à l'Université Louis-et-Maximilien de Munich. En études allemandes, ses professeurs universitaires sont Herbert Cysarz (de) et Hans Heinrich Borcherdt (de). En histoire, il étudie avec Max Spindler (de), Michael Seidlmayer (de) et surtout avec Karl Alexander von Müller (de). Wolfgang Zorn (de) est l'un de ses amis universitaires. À Munich, il obtient son doctorat au printemps 1944 avec Müller avec le travail Karl August von Abel und seine Politik 1837-1847 avec les meilleures notes. Pendant ce temps, il travaille comme consultant à l'Association de recherche allemande Ahnenerbe. Après avoir terminé son doctorat, il occupe également un poste d'enseignant à l'Académie allemande (de) de Munich. En novembre 1944, il est enrôlé dans le Volkssturm. En raison de sa blessure de guerre, cependant, il n'est pas enrôlé. Peu de temps avant la fin de la guerre, il épouse son ancienne amie étudiante, qui travaille alors comme évaluateur d'élèves dans un lycée d'Erlangen. Il n'y a pas d'enfants du mariage.
En 1947, après la guerre, Gollwitzer obtient un poste de chercheur à la Commission historique du département des archives du Reichstag. Pour le tome 6 de la série intermédiaire (1496-1498), il entreprend de nombreux voyages aux archives. Parrainé par Franz Schnabel et Walter Goetz (de), Gollwitzer peut commencer à travailler au semestre d'été 1950 sur l'ouvrage d'habilitation Europabild und Europapageanke - Beiträge zur deutschen Geistesgeschichte des 18. und 19. Jahrhunderts à Munich. Au semestre d'hiver 1950/51, il commence à travailler comme maître de conférences tout en travaillant au département des archives du Reichstag (de) de la Commission historique et au Collège politique. Pendant ce temps, le programme d'échange de leaders lui permet de passer du temps à l'étranger aux États-Unis et en Grande-Bretagne, où il entreen contact avec Alan Bullock et Geoffrey Barraclough (de). Il refuse une offre de l'Institut d'histoire contemporaine, ne souhaitant sans doute pas se concentrer unilatéralement sur le XXe siècle.
En 1956, il est nommé professeur extraordinaire à Munich. Après avoir suppléé à une chaire à l' Université de Heidelberg au semestre d'hiver 1956/57, il est nommé à la chaire d'histoire moderne à l'Université de Münster en 1957 en tant que successeur de Werner Conze. Dans son enseignement, il se concentre principalement sur l'époque à partir de 1850. Il rejette les nominations à Wurtzbourg, Tübingen et Zurich. Il enseigne et fait des recherches à Münster jusqu'à sa retraite en 1982. Il retourne ensuite à Munich, où il vit jusqu'à sa mort. À la retraite, il se consacre principalement à l'histoire de la Bavière au XIXe siècle.
Gollwitzer est membre à part entière de la Commission historique de Westphalie depuis octobre 1957, membre du conseil d'administration depuis mai 1966 et vice-président de la Commission d'avril 1974 à avril 1982. Il est également membre titulaire de la commission historique de l'Académie bavaroise des sciences depuis 1968, membre de l'Académie rhénane-westphalienne des sciences depuis 1979 et membre correspondant de l'Académie bavaroise des sciences depuis 1985. De 1963 à 1982, il est membre de la Commission historique du parlementarisme et des partis politiques (de).

### Travail
L'œuvre de Gollwitzer se caractérise par une diversité inhabituelle en termes de sujet, de temps et de géographie. Selon Hans-Christof Kraus, il a « sept axes thématiques » : Le premier sujet depuis sa thèse d'habilitation est l'histoire intellectuelle politique, que Gollwitzer consacre à son ouvrage principal en deux volumes Geschichte des weltpolitischen Denkens. Deuxièmement, il travaille dans le domaine de l'histoire sociale, pour laquelle se tient en particulier son étude de 1957 Die Standesherren, qu'il a achevée avant sa nomination à Münster. Un troisième domaine représente la politique internationale, dont le traité Die gelbe Gefahr – Geschichte eines Schlagwortes, issu de la leçon inaugurale de Gollwitzer à Münster, ainsi que l'étude Europe in the Age of Imperialism de 1969, qui n'est pas publiée en allemand. Un quatrième domaine de travail est la fin du XVe siècle et est particulièrement évident dans l'édition 1979 de Gollwitzer des dossiers du Reichstag à Lindau, Worms et Freiburg. Dans les essais, Gollwitzer se tourne vers un cinquième domaine, l'histoire des partis et mouvements politiques, ainsi que, sixièmement, les questions d'histoire de l'art et de l'architecture. Enfin, le septième champ propose l'histoire de la Bavière, en particulier du XIXe siècle, auquel Gollwitzer a déjà consacré sa thèse sur Karl von Abel ; à cette époque, les exemplaires livrés ont été détruits lors d'un attentat à la bombe. Après sa retraite, il reprend le sujet et en 1993 peut présenter une biographie complète du ministre bavarois. Avant cela, à l'occasion de son 200e anniversaire en 1986, une biographie complète de Louis Ier est publiée, qui se distingue, entre autres, par le fait que Gollwitzer peut évaluer pour la première fois les journaux du roi.
La nécrologie de Gollwitzer sur son professeur académique Karl Alexander von Müller dans la revue Historische Zeitschrift a provoqué un scandale. Dans le magazine Der Monat (de), il est reproché à Gollwitzer que son "incapacité à analyser" culmine dans "l'apologie de la dissimulation". Les étudiants en histoire de l'Université libre de Berlin se sont plaints de ce qu'ils considérent comme une présentation enjolivée de Gollwitzer et envoient une résolution de protestation avec une liste de signatures à tous les séminaires d'histoire d'Allemagne.
Avec son approche d'une histoire sociale axée sur la mentalité et son herméneutique historique universelle, il est marginalisé dans l'environnement structurellement déterminé de l'après-guerre et ne peut donc pas avoir d'effet éducatif. Son portrait de la noblesse (1957/64) est considéré comme une œuvre pionnière pour l'histoire de la noblesse au XIXe siècle.

## Publications (sélection)
- Europabild und Europagedanke. Beiträge zur deutschen Geistesgeschichte des 18. und 19. Jahrhunderts. Beck, München 1951 (zugleich München, Philosophische Fakultät, Habilitationsschrift 1950).
- Die Standesherren. Die politische und gesellschaftliche Stellung der Mediatisierten 1815–1918. Stuttgart 1957; 2. Auflage, Göttingen 1964.
- Die gelbe Gefahr. Geschichte eines Schlagworts. Vandenhoeck & Ruprecht, Göttingen 1962 (eingeschränkte Vorschau bei Google Books)
- Geschichte des weltpolitischen Denkens. 2 Bde., Göttingen 1972–82:
  - Bd. 1: Vom Zeitalter der Entdeckungen bis zum Beginn des Imperialismus, 1972 (eingeschränkte Vorschau bei Google Books)
  - Bd. 2: Zeitalter des Imperialismus und der Weltkriege, 1982.
- Ludwig I. von Bayern. Königtum im Vormärz. Eine politische Biographie. Süddeutscher Verlag, München 1986 (2. Auflage, 1997).
- Ein Staatsmann des Vormärz: Karl von Abel, 1788–1859. Beamtenaristokratie – monarchisches Prinzip – politischer Katholizismus. Vandenhoeck & Ruprecht, Göttingen 1993,  (ISBN 3-525-36043-6).
- Weltpolitik und deutsche Geschichte. Hrsg. von Hans-Christof Kraus. Vandenhoeck & Ruprecht, Göttingen 2008,  (ISBN 978-3-525-36071-2) (Digitalisat)
- Politik und Kultur in Bayern unter Ludwig I. Studien zur bayerischen Geschichte des 19. und 20. Jahrhunderts. Herausgegeben von Hans-Christof Kraus. Pustet, Regensburg 2011,  (ISBN 978-3-7917-2199-6).